# Hélène De Beir
Hélène De Beir (Kortrijk, 16 juni 1974 - Afghanistan, 2 juni 2004) was een Belgische ontwikkelingswerker die in de uitvoering van haar zending om het leven kwam en van wie de gedachtenis wordt geëerd door de stichting die haar naam draagt.

## Biografie

### Opleiding en eerste activiteiten
Hélène De Beir deed haar middelbare studies eerst in haar geboortestad en vervolgens in de internationale school Aiglon College in Villars, Zwitserland, waar ze house captain was in Clairmont House. Daarna behaalde ze haar licentiaat in de rechten (Vrije Universiteit Brussel). Ze was in die periode voorzitster van het Olivaint Genootschap van België. Vervolgens studeerde ze internationaal recht aan de Johns Hopkins-universiteit, Nitze School of Advanced International Studies (een jaar in Washington D. C. en een jaar in Bologna), waar ze een master behaalde. 
Tijdens de verlofperiodes nam ze deel aan zendingen die scholen bouwden voor kansarme kinderen in India, Hongarije, Kenia en Venezuela. Ze nam ook deel aan een zending in Liberia voor rekening van de Jimmy Carter Foundation en werkte er mee aan de redactie van de grondwet. In 1999 nam ze als afgevaardigde van de studenten deel aan de International Achievement Summit in Boedapest, Hongarije.

### Humanitair werk
Na een korte werkzaamheid in Amsterdam (ze opende en een jaar later sloot de kantoren van de e-bankier Keytrade Bank), koos ze definitief voor humanitair werk.
In 2002 werd ze voor het eerst uitgezonden naar Herat, Afghanistan voor Dokters van de Wereld. Ze werkte er in een vluchtelingenkamp en slaagde erin 60 meisjes naar een UNICEF-school te sturen, na moeizaam verkregen toestemming van hun vaders.
In 2003 volgde een zending voor Artsen zonder Grenzen naar Ivoorkust en in Irak. Ze ging vanaf januari 2004 opnieuw in Afghanistan werken, eerst in Kaboel en daarna in Khair Khana, provincie Badghis. Daar was ze verantwoordelijk voor een hospitaal voor tuberculoselijders dat werd geleid door Artsen zonder Grenzen. Als "Humanitarian Officer" werkte ze mee aan het informeren van de bevolking over medische wantoestanden en legde zij getuigenis af over ernstige mensenrechtenschendingen in de gebieden waar zij werkzaam was.

### Moordaanslag
Op 2 juni 2004 viel ze samen met vier collega’s in een hinderlaag en werden ze om het leven gebracht. De opschudding in de kringen van internationale hulpverleners was aanzienlijk. Artsen zonder Grenzen trok als gevolg hieraan zijn medewerkers uit Afghanistan terug.
De daders waren snel bekend en negen verdachten werden begin 2006 aangehouden. Twee van hen werden licht gestraft: Abdul Latif (35) kreeg één jaar en Ahmed, alias Shampaq (29), vijf jaar. De opdrachtgever, Haji Yakub Khan, plaatselijke politiechef en bendeleider, werd niet veroordeeld en vrijgelaten.

## Hélène De Beir Foundation
Francis De Beir, vader van Hélène, stichtte aan de Johns Hopkins University de Hélène De Beir Scholarship, beurzen die moslimmeisjes de mogelijkheid geven om internationale relaties te studeren aan deze universiteit.
In 2007 kondigde Francis de Beir op de Algemene Vergadering van Artsen zonder Grenzen de oprichting aan van de Hélène De Beir Foundation. Deze stichting stelt zich tot doel stimuleert wetenschappelijk onderzoek naar de doeltreffendheid van de wereldwijde humanitaire hulp en wordt gefinancierd door een "endowment fund". De bijdragen aan dit fonds worden gekapitaliseerd en beheerd door onafhankelijke vermogensbeheerders en het kapitaal wordt belegd op basis van ethische criteria.
De voormalige presidenten Jimmy Carter (US) en Mary Robinson (Ierland), evenals Emma Bonino en andere personaliteiten hebben hun hoge bescherming verleend aan deze stichting en onder meer Triodosbankier Frans De Clerck was er bestuurder.

## Eerbetoon
- 2005:  het Hélène De Beirhof, een openbaar plein in Kortrijk.